# Де ти? (роман)
«Де ти?» (фр. Où es-tu?, англ. Will You Be There?) — психологічна драма, автором якої є французький письменник-романіст Марк Леві. Красива історія кохання, роман про те, що кожен вибирає свій шлях, хоча багато чого в житті зумовлене дитячими мріями і кошмарами. 
У Франції твір був опублікований 2001 році, в Росії- 2007 р.

## Зміст
Одного разу раннім недільним ранком до них у будинок постукали, на порозі стояла жінка і вимагала зустрічі з Філіпом, дружина пручалася, як могла, але все ж їй довелося здатися, результатом зустрічі виявилася маленька дев'ятирічна дівчинка з Гондурасу, мати якої загинула в жахливому урагані. Маленька дикунка звикає до нової сім'ї і будинку, важко піддається вихованню. Вона страждає без матері, без рідного дому, без жителів Гондурасу, зрештою, без рідних запахів і пейзажів. Вона відкладає свої кишенькові гроші на поїздку на батьківщину, збирає вирізки з газет і журналів, мучиться нічними кошмарами і спогадами про урагани. Мачуха докладає неймовірних зусиль, щоб прийняти дівчинку в сім'ю і полюбити, але коли вона її приймає, то розуміє, що любить її як рідну. Вона домовляється в інституті досліджень ураганів про зустріч для своєї прийомної дочки і їде разом з нею в надії позбавити дівчинку від страхів і показати, що в "їхньому світі" теж намагаються боротися з жахливими катаклізмами.

Ліза виростає, настає час вручення диплома в школі, ввечері її батько отримує записку, в якій написано про зустріч в 7 ранку в будівлі аеропорту. Згодом виявляється, що Лізина мати жива.

## Екранізація
2007 рік - за мотивами роману Où es-tu? (англ. Will You Be There?) почали знімати телевізійний серіал, (всього 4 серії, по 52 хвилини кожна). Спеціально для цього, Марк на три тижні літав в Домініканську республіку.
- Режисер/продюсер - Мігель Куртуа
- Сценарій - Франк Філіппон
- Оператор - Олів'є Галуа
- Композитор - Ніколас Нейдхардт
- прем'єра (світ) 1 вересня 2007.

У головних ролях:Ельза Лунгіна, Філіп БасКрістіана, Реалі Крістіан, Шарметанендел Коппенс, Еліс Девід, Сара Дорн, Керолайн Герін, Том Інверніцці та інші.
«Де ти?» з’явився в ефірі на каналі M6 в червні 2008 року. DVD був випущений 6 травня 2009 року.

## Рецензії
Марк Леві зібрав у романі "Де ти?" багатий різновид жанрової композиції. Тут і типові прийоми голлівудської мелодрами, навіть трохи перебільшені, і міфопоетичний погляд на світ жителів Південної та Центральної Америки, і мотиви, властиві французькому екзистенціалізму. Потрібно тільки вміти читати - і історія про пошуки щастя і сенсу життя, здасться не такою вже простою. Це і є справжня література, що не хизуються своєю мудрістю, що не епатує - проста і складна одночасно. «Не потрібно придумувати життя! Потрібно лише мати мужність жити», - пише Марк Леві, який міг би легко сказати, що і в літературі не потрібно щось винаходити, потрібно мати мужність створювати художній твір про прості людські проблеми.

Сюжет дуже динамічний. Хоча, що стосується описів навколишнього оточення і деталей того, що відбувається, все це відходить на задній план, що віднімає у сюжету певну життєву яскравість. Цікавий момент, що розповідь ведеться часом навіть від другорядних героїв. Виглядає це гармонійно і додає динамізму у швидко мінливий напрямок сюжету. Можливо саме ця особливість твору іноді спричиняє плутанину в діалогах, навіть не дуже великих, коли складно зрозуміти, хто говорить. Відчувається щирість автора, його співчуття до інших людей, здатність любити нормальні людські цінності. 

Одвічно актуальні теми, порушені в цій книзі: сирітство, розлука, самотність, стихійні лиха і їх наслідки. 
У книзі чимало доброго гумору, незважаючи на досить сумний основний сюжет. У тексті є одна з основних ідей про те, що Сьюзен все ж не загинула і деякі таємничі дрібниці, тлумачення яких згодом зможе зрозуміти уважний читач. У тексті є ще одна особливість - несподіваний поворот сюжету. Наприклад, спочатку можна припустити, що відбудеться аварія літака Сьюзен. Потім, що буде дилема любовного трикутника, або ж любов Сьюзен і Хуана. Загалом, автор нас навмисно заплутує щоб, потім приголомшити поворотом історії. Відносно любові в книзі. Вона не схожа на пристрасть. Скоріше це любов людей, що довго живуть разом. Тим не менш, добре передана біль розлуки, ревнощі, туга за коханою людиною. 
Але що дійсно яскраво передано - це психологія стосунків у сім'ї, де для одного з батьків дитина не є рідною. 